# Albo d'oro del Campionato europeo turismo
| Anno | Categoria                    | Categoria                   | Categoria                            | Categoria                      | Categoria                          | Categoria                  |
|      | GT5                          | GT4                         | GT3                                  | GT2                            | GT1                                | LM-SP                      |
| ---- | ---------------------------- | --------------------------- | ------------------------------------ | ------------------------------ | ---------------------------------- | -------------------------- |
| 1956 |                              | Alfa Romeo Giulietta Sprint | BMW 340-1 Roadster                   | Abarth 205 Vignale Berlinetta  | Mercedes 300 SL                    |                            |
| 1957 |                              | Alfa Romeo Giulietta Sprint | Alfa Romeo Disco Volante             | Ferrari 250 GT California      | Ferrari 250 Testa Rossa            |                            |
| 1958 |                              | Alfa Romeo Giulietta Sprint | Porsche 550 Spyder                   | Ferrari 250 Testa Rossa        | Ferrari 250 Testa Rossa            |                            |
| 1959 |                              | Volkswagen 1500             | Alfa Romeo Giulietta Sprint Speciale | Maserati 300S                  | Aston Martin DBR1                  |                            |
| 1960 |                              | Fiat 600 Coupè              | Abarth 1500 Biposto Bertone          | Porsche 718                    | Maserati Tipo 61                   |                            |
| 1961 | Fiat 500 Abarth              | Abarth 1000 Bialbero        | Alfa Romeo Giulietta Sprint Speciale | Ferrari 246 SP                 | Maserati 5000 GT                   |                            |
| 1962 | BMW 700                      | Alfa Romeo Giulietta Sprint | Alfa Romeo Giulietta Sprint Speciale | Lotus Elite                    | Ferrari 250 GTO                    |                            |
| 1963 | Mini Cooper                  | Alfa Romeo Giulietta Sprint | Porsche 1600                         | Porsche 356 Carrera Abarth GTL | Ferrari 250 GTO                    |                            |
| 1964 | Fiat 850                     | Alfa Romeo Giulia TI Super  | Alfa Romeo Giulia GTA                | Porsche 904                    | Alfa Romeo Giulia TZ               |                            |
| 1965 | Abarth-Simca 750 GT          | Alfa Romeo Giulia TI Super  | Alfa Romeo Giulia GTA                | Shelby Daytona                 | Porsche 906                        |                            |
| 1966 | Fiat 500 Abarth              | Alfa Romeo Giulietta SZ     | Alfa Romeo Giulia GTA                | Alpine A110                    | Alpine Renault A110                | Ford GT40 Mk IV            |
| 1967 | Mini Cooper                  | Porsche 911                 | BMW 2002                             | Chaparral 2F                   | Alfa Romeo TZ2                     | Ferrari 330 P4             |
| 1968 | Fiat 600 Abarth              | Alfa Romeo GTA Junior       | BMW 2002                             | Ford Mustang                   | Lola T70                           | Alfa Romeo 33/2            |
| 1969 | MGBGT                        | Lancia Fulvia Coupé HF      | Fiat Dino                            | Chevrolet Corvette C3          | Lola T70                           | Porsche 907                |
| 1970 | Fiat 850 Coupé               | Lancia Fulvia Coupé HF      | Alfa Romeo Giulia 2000 GTAm          | Lotus Europa                   | Ferrari 512 S                      | Porsche 917K               |
| 1971 | Fiat 127 Sport               | Porsche 911 S               | Alfa Romeo Giulia 2000 GTAm          | Opel GT                        | Alfa Romeo T33/3                   | Ferrari 312 PB             |
| 1972 | Mini Cooper                  | Alfa Romeo GTA Junior       | Alfa Romeo Giulia 2000 GTAm          | Ferrari 365 GTB/4              | Matra-Simca MS670                  | Porsche 908LK              |
| 1973 |                              | Alfa Romeo GTA Junior       | Ford Capri RS 2600                   | De Tomaso Pantera GTS          | Lancia Stratos                     | Chevron B21                |
| 1974 |                              | Porsche 911 Carrera RSR     | Alfa Romeo Alfetta GTV               | BMW 3.0 CSL                    | Alpine A441                        | Porsche 908/3              |
| 1975 | Alfa Romeo Alfasud           | Alfa Romeo Alfetta          | Alfa Romeo Giulia 2000 GTAm          | Alfa Romeo GTV6                | Sauber SC5 BMW                     | Alfa Romeo 33 TT/12        |
| 1976 | Volkswagen Golf GTI          | Ford Escort                 | Toyota Celica                        | BMW 3.0 CSL                    | Porsche 935                        | Porsche 936                |
| 1977 | Alfa Romeo Alfasud Sprint    | Audi 80                     | Alpine A310                          | Fiat X1/9                      | Lotus Elan                         | Alfa Romeo 33SC12          |
| 1978 | Alfa Romeo Alfasud Sprint Ti | BMW 320i                    | Alfa Romeo Giulietta Autodelta       | Ford Capri RS 3100             | Lancia Stratos                     | Porsche 936K               |
| 1979 | Abarth Ritmo                 | Peugeot 505 Turbo           | Mercedes-Benz 280 AMG                | Lancia Montecarlo              | BMW 3.5 CSL                        | Ferrari 308LM              |
| 1980 | Volkswagen Golf GTI          | Opel Monza                  | Audi Coupé B2                        | Porsche 911 GT2                | Ferrari 512 BB                     | Lancia Beta Montecarlo     |
| 1981 | Volkswagen Golf GTI          | Alfa Romeo GT               | Chevrolet Camaro                     | Mazda RX-7                     | BMW M1                             | Lola T600                  |
| 1982 | Renault 5 Turbo              | Mercedes-Benz 190i          | Audi 100 R                           | Porsche 930                    | Porsche 935                        | Lancia LC1                 |
| 1983 | Fiat Ritmo 130 TC            | Porsche 924 Carrera GTS     | Porsche 928S                         | Mazda RX-7                     | Mazda 737C                         | Porsche 956                |
| 1984 | Peugeot 205 Turbo 16         | Alfa Romeo 33 Qv            | Audi 100 R                           | Mazda RX-7                     | Jaguar XJR-5                       | Lancia LC2                 |
| 1985 | Fiat Uno Turbo               | Alfa Romeo 33 Qv            | Alfa Romeo 75 IMSA                   | Toyota Celica GR               | Alba AR2                           | Porsche 962C               |
| 1986 | Peugeot 205 Turbo 16         | Ford Sierra RS Cosworth     | Alfa Romeo 75 IMSA                   | Nissan Skyline R30             | Spice SE86C                        | Nissan R86V                |
| 1987 | Lancia Delta HF 4WD          | Ford Sierra RS Cosworth     | Alfa Romeo 75 IMSA                   | Mazda RX-7                     | Ferrari F40 LM                     | Jaguar XJR-8               |
| 1988 | Renault 5 Turbo              | BMW 320i                    | Alfa Romeo 75 IMSA                   | Mazda RX-7                     | Alfa Romeo 164 Procar              | Nissan R89C                |
| 1989 | Lancia Delta HF 4WD          | BMW 320i                    | Mercedes 190E                        | Mazda RX-7                     | Alfa Romeo 164 Procar              | Sauber-Mercedes C9         |
| 1990 | Lancia Delta HF 4WD          | Porsche 911                 | Alfa Romeo 75 IMSA                   | Nissan Skyline R30             | Toyota TS010                       | Alfa Romeo Sport Prototipo |
| 1991 | Lancia Delta HF 4WD          | Ford Escort RS Turbo        | BMW M3                               | Nissan Skyline R30             | Alfa Romeo 164 Procar              | Peugeot 905                |
| 1992 |                              | Opel Omega                  | Alfa Romeo 155 V6 TI                 | Jaguar XJ220                   | BMW LMP                            | Mazda 787B                 |
| 1993 |                              | Opel Omega                  | Alfa Romeo 155 V6 TI                 | Lotus Esprit Turbo Challenge   | McLaren F1 GTR                     | Mazda 787B                 |
| 1994 |                              | Audi RS2                    | Alfa Romeo 155 V6 TI                 | Lotus Esprit Turbo Challenge   | Mercedes-Benz CLK-LM               | TWR-Porsche WSC-95         |
| 1995 |                              | Audi RS2                    | Mercedes 190E                        | Honda NSX                      | McLaren F1 GTR                     | Mazda 787B                 |
| 1996 |                              | Opel Calibra V6             | Alfa Romeo 155 V6 TI                 | Jaguar XJ220                   | Porsche 911 GT1                    | TWR-Porsche WSC-95         |
| 1997 |                              | Audi S4                     | Alfa Romeo 155 V6 TI                 | Ferrari 550-GTS Maranello      | Porsche 911 GT1                    | Acura ARX-01               |
| 1998 |                              | Audi S4                     | Alfa Romeo 156 WTCC                  | Porsche 911 GT2                | Mercedes-Benz CLK-LM               | Acura ARX-01               |
| 1999 |                              | Opel Calibra V6             | Alfa Romeo 156 WTCC                  | Ferrari 550-GTS Maranello      | Porsche 911 GT1                    |                            |
| 2000 |                              | Opel Calibra V6             | Alfa Romeo 156 WTCC                  | Porsche 911 GT2                | McLaren F1 GTR                     |                            |
| 2001 |                              | Alfa Romeo GTV              | Alfa Romeo 156 WTCC                  | Ferrari 550-GTS Maranello      | Toyota GT-One                      |                            |
| 2002 |                              | BMW M2                      | Alfa Romeo 156 WTCC                  | Ferrari 360 Modena GTC         | Dodge Viper                        |                            |
| 2003 |                              | Audi RS4                    | Alfa Romeo 156 WTCC                  | TVR Tuscan T400R               | Mercedes-Benz CLK-LM               |                            |
| 2004 | SEAT León TDI                | Audi RS4 TDI                | Alfa Romeo 156 WTCC                  | Chevrolet Corvette C5-R        | Ferrari F50 LM                     |                            |
| 2005 | Alfa Romeo 147 GTA           | Alfa Romeo 159              | BMW M3                               | TVR Tuscan T400R               |                                    | Lola-Aston Martin B09/60   |
| 2006 | Alfa Romeo 147 GTA           | Alfa Romeo Brera            | Alfa Romeo GT-A                      | Porsche 911 Carrera RS         |                                    | Audi R10 TDI               |
| 2007 | Alfa Romeo 147 GTA           | Alfa Romeo 159              | BMW M3                               | Porsche 911 Carrera RS         |                                    | Peugeot 908 HDi FAP        |
| 2008 | SEAT León TDI                | SEAT Toledo Cupra           | Porsche 911 GT3                      | Porsche 911 Carrera RS         |                                    | Audi R10 TDI               |
| 2009 | SEAT León TDI                | Honda Accord                | BMW M3                               | Chevrolet Corvette C6          |                                    | Audi R15 TDI               |
| 2010 | Volkswagen Golf GTI          | Chevrolet Cruze LT          | Mercedes-Benz SLS AMG                | Chevrolet Corvette C6          | Alfa Romeo 8C Competizione Le Mans | Peugeot 908 HDi FAP        |
| 2011 | Honda Civic Type R           | Chevrolet Cruze LT          | Mercedes-Benz SLS AMG                | Porsche 911 Carrera RS         | Porsche 918                        | Oreca 01                   |
| 2012 | Alfa Romeo Giulietta TCR     | Chevrolet Cruze LT          | Mercedes-Benz SLS AMG                | Alfa Romeo TZ3 Corsa           | Ferrari LaFerrari GT               | Audi R18 e-tron quattro    |
| 2013 | Alfa Romeo Giulietta TCR     | Honda Accord                | Mercedes-Benz SLS AMG                | Porsche 911 Carrera RS         | Porsche 918                        | Audi R18 e-tron quattro    |
| 2014 | Alfa Romeo Giulietta TCR     | Citroën C-Elysée            | Mercedes-Benz SLS AMG                | Chevrolet Corvette C7.R        | Lamborghini Veneno                 | Rebellion R-One            |
| 2015 | Honda Civic Type R           | Alfa Romeo 4C               | Audi RS5                             | Ferrari 458 Italia GTC         | Ferrari LaFerrari                  | Porsche 919 Hybrid         |
| 2016 | Alfa Romeo Giulietta TCR     | Lotus Elise                 | BMW M3                               | Ferrari 488 GTE                | Porsche 918                        | Audi R18 e-tron quattro    |
| 2017 | Alfa Romeo Giulietta TCR     | Alfa Romeo 4C               | Porsche 997 GT3 RS                   | Alfa Romeo Giulia GTE          | Ford GTLM                          | Porsche 919 Hybrid         |
| 2018 | Alfa Romeo Giulietta TCR     | Alpine A110 (2017)          | Porsche 997 GT3 RS                   | BMW M6 GTLM                    | Honda NSX                          | Toyota TS050 Hybrid        |
| 2019 | Alfa Romeo Giulietta TCR     | Alfa Romeo 4C               | BMW M3                               | Ferrari 488 GTE                | Ferrari FXX K                      | Toyota TS050 Hybrid        |
| 2020 | Alfa Romeo Giulietta TCR     | Abarth 124 Coupé            | Porsche 997 GT3 RS                   | Chevrolet Corvette C7.R        | Ferrari FXX K                      | Dallara P217               |
| 2021 | Audi RS3 LMTCR               | Alfa Romeo 4C               | Porsche 997 GT3 RS                   | Ferrari 488 GTE                | McLaren Senna                      | Toyota GR010 Hybrid        |
| 2022 | Honda Civic Type R           | Alpine A110 (2017)          | Audi RS5                             | Aston Martin Vantage (2018)    | Ferrari SF90XX                     | Toyota GR010 Hybrid        |
| 2023 | Honda Civic Type R           | Alpine A110 (2017)          | BMW M4                               | BMW M8 GTE                     | Mercedes-AMG One                   | Ferrari 499P               |
| 2024 | Audi RS3 LMTCR               | Lotus Elise                 | Ferrari 296 GT3                      | Porsche 911 RS                 | Maserati MC20 GT                   | Ferrari 499P               |